# مسجد وکیل (سنندج)
مسجد وکیل یکی از مساجد قدیمی شهر سنندج است که در محله قطارچیان و مجاور عمارت وکیل الملک، قرار دارد. این مسجد توسط خانواده «وکیل» ساخته شده و دارای یک شبستان ستون دار و همچنین حیاط و اتاق‌هایی برای دفن اجساد این خانواده‌است. این مسجد در اواخر دوره قاجار، در سال ۱۳۲۸ هجری قمری ساخته و سبک معماری مساجد کردستان در آن رعایت شده‌است. تزیینات معماری آن شامل آجرکاری خفته و راسته در نمای ساختمان است.